# Alectoria
Alectoria Ach. (żyłecznik) – rodzaj grzybów należący do rodziny tarczownicowatych (Parmeliaceae). Ze względu na współżycie z glonami zaliczany jest do porostów.

## Systematyka i nazewnictwo
Pozycja w klasyfikacji według Index Fungorum: Parmeliaceae, Lecanorales, Lecanoromycetidae, Lecanoromycetes, Pezizomycotina, Ascomycota, Fungi.
Synonimy nazwy naukowej: Alectoriomyces Cif. & Tomas., Bryopogon Link, Ceratocladia Schwend., Cornicularia Schaer., Eualectoria (Th. Fr.) Gyeln.
Nazwa polska według Krytycznej listy porostów i grzybów naporostowych Polski.

## Gatunki występujące w Polsce
- Alectoria nigricans (Ach.) Nyl. 1861 – żyłecznik czerniejący
- Alectoria ochroleuca (Hoffm.) A. Massal. 1855 – żyłecznik halny
- Alectoria sarmentosa (Ach.) Ach. 1810 – żyłecznik zwisający